# 横地愛
横地 愛（よこち あい、1981年2月27日 - ）は、日本の元新体操選手。 愛知県名古屋市出身。千葉県立千葉商業高等学校卒業。イオン新体操クラブ所属。選手時代の担当コーチは岡久留実。

## 経歴
いとこが新体操をやっていたことから興味を持ち、8歳から始める。小学6年生のときジャスコ岐阜育成コースのテストを受けて合格。12歳で名古屋から千葉に移り、本格的に新体操の練習に取り組むようになった。さらに高校2年生のときのブルガリア留学を機に成長。トップ選手の仲間入りを果たす。2006年のアジア大会（ドーハ）では団体に出場し、銀メダル獲得に大きく貢献。2007年5月の世界選手権代表選考会で1位になり、代表の座を射止めたが、世界選手権で成績が伸びず（個人総合：43位）、2008年北京オリンピックの個人代表枠を確保できなかったことで、念願のオリンピック出場を果たすことはできなかった（日本は国際体操連盟からの推薦からも漏れたため、1984年ロサンゼルスオリンピックからの連続出場が途絶えた。ただし、団体はオリンピックの出場権を獲得している）。
2007年11月に行われた全日本選手権個人総合で念願の初優勝を飾り、ライバルである村田由香里の大会7連覇を阻止したが、皮肉にもこの大会を最後に現役を引退した（オリンピックの出場権を獲得したら現役を続けるつもりだったと語っている）。競技終了後のエキシビションでは、村田とともに最後の演技を披露した。引退記者会見で今後について聞かれたところ「一度海外旅行に行ってみたい」と発言したが、岡から「あれだけの実績があるのだから、指導者になってもらわないと困ります」と一喝された。
2009年9月に三重県で行われた世界新体操選手権では、個人コーチとして就任。同年12月、フェアリージャパンのコーチに就任した。

## その他
新体操以外で好きなスポーツはバレーボールだとのこと。